# Divisiones de Campo de la Luftwaffe
Las Divisiones de Campo de la Luftwaffe (en alemán: Luftwaffen-Feld-Divisionen) eran las fuerzas terrestres de la Luftwaffe.

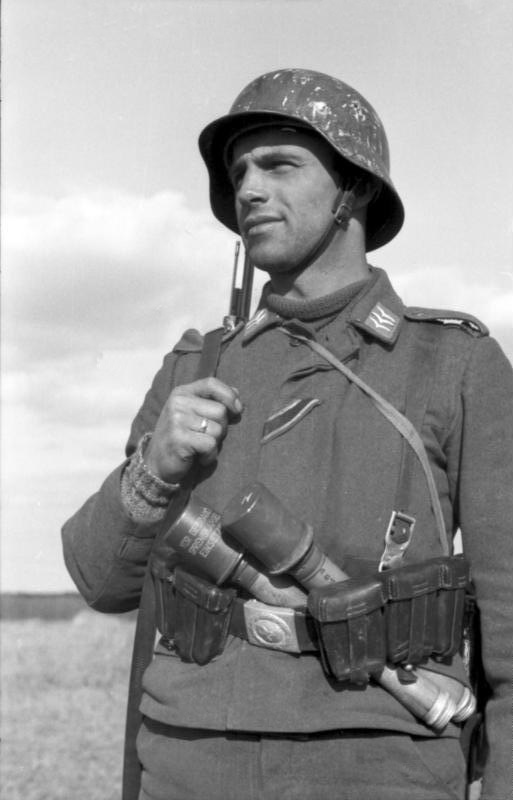
Un Obergefreiter de una División de Campo de la Luftwaffe en Rusia.

## Historia
Las divisiones fueron autorizadas originalmente en octubre de 1942, tras sugerencias de que el ejército alemán podría reforzarse transfiriendo personal de otros servicios. El jefe de la Luftwaffe, Hermann Göring, formuló un plan alternativo para formar sus propias formaciones de infantería bajo el mando de oficiales de la Luftwaffe; esto se debió, al menos en parte, a diferencias políticas con el Heer. Göring estaba muy orgulloso del grado de compromiso político y de adoctrinamiento del personal de la Luftwaffe (llegó incluso a describir a los paracaidistas de la Luftwaffe como "soldados políticos") mientras que el Ejército era considerado (según los estándares nazis) demasiado "conservador" (vinculado a tradiciones e ideales conservadores o monárquicos que se remontan a los días del Káiser).
El plan fue aprobado y la fuerza total de las divisiones aumentaron de 200.000 a 250.000 hombres, tanto personal de tierra, de apoyo y otro puestos de la Luftwaffe. Inicialmente estaban organizados con dos regimientos jäger (infantería ligera) de tres batallones cada uno, junto con un batallón de artillería y otras unidades de apoyo, pero eran sustancialmente más pequeños que las divisiones equivalentes del Heer y, por orden personal de Göring, estaban destinados a limitarse a tareas defensivas en sectores más tranquilos. La mayoría de las unidades pasaron gran parte de su existencia en el Frente Oriental: las divisiones de campo de la Luftwaffe estuvieron presentes en operaciones como el "Pequeño Stalingrado del Norte", el intento de socorrer la ciudad de Velikiye Luki; el intento de defensa de Vitebsk durante la Operación Bagratión y los combates en la bolsa de Curlandia, aunque también lucharon en otros teatros.

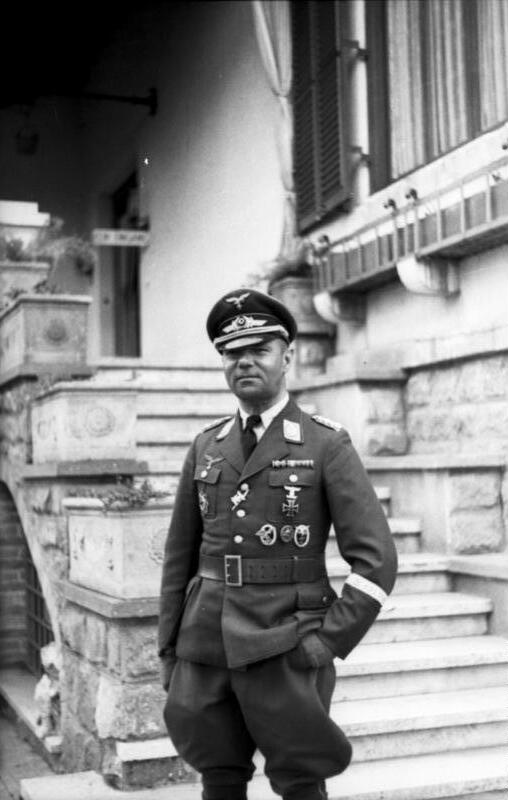
El General der Fallschirmjäger Alfred Schlemm, comandante del II. Cuerpo de Campo de la Luftwaffe.

Las Divisiones de Campo de la Luftwaffe inicialmente permanecieron bajo el mando de la Luftwaffe, pero a finales de 1943 las que aún no se habían disuelto fueron entregadas al Heer y se reorganizaron como divisiones de infantería estándar con tres regimientos de fusileros de dos batallones (conservando su numeración, pero con Luftwaffe incluido para distinguirlas de divisiones con números similares que ya existían en el Heer y oficiales del ejército.
Hasta que el Heer tomó el control (y en muchos casos durante algún tiempo después), estas unidades recibían uniformes feldblau estándar de la Luftwaffe y, al ser tan fácilmente identificables, se decía que a menudo eran señaladas por fuerzas opuestas. Su reputación como tropas de combate era mala, a pesar del alto nivel de los reclutas de la Luftwaffe, al menos en parte porque se les exigía desempeñar funciones (guerra terrestre) para las cuales ellos, como aviadores, normalmente tenían poco entrenamiento. Una excepción al pobre desempeño en combate de las tropas terrestres de la Luftwaffe fueron los fallschirmjäger (paracaidistas), cuyo desempeño fue en general bueno, debido a un mejor entrenamiento y estándares de ingreso más altos en comparación con las divisiones de campo (las primeras tropas fallschirmjäger también fueron transferidas directamente desde el Heer a la Luftwaffe). Los pilotos de las divisiones de campo se utilizaban con frecuencia para tareas de retaguardia para liberar a las tropas de primera línea.

## Divisiones
- 1.ª División de Campo de la Luftwaffe

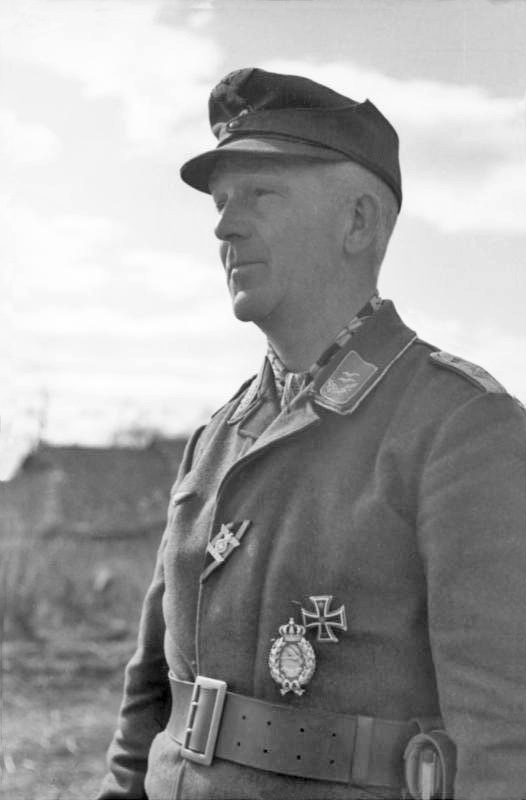
Un Oberleutnant de una División de Campo de la Luftwaffe en Rusia, marzo de 1942.

  - En la batalla de Nevel (1943), la fuerza de asalto soviética atacó y demolió la 2.ª División de Campo de la Luftwaffe.[1] Como todas las "divisiones" de la Luftwaffe, la 2.ª era en realidad del tamaño de una brigada, con sólo cuatro batallones de infantería y era especialmente débil en artillería con sólo ocho cañones de montaña de 75 mm y un puñado de Stug III. Había sufrido graves daños en su primera acción al sur de Belyi durante la Operación Marte casi un año antes.[2]
- Un Oberleutnant de una División de Campo de la Luftwaffe en Rusia, marzo de 1942.2.ª División de Campo de la Luftwaffe
- 3.ª División de Campo de la Luftwaffe
- 4.ª División de Campo de la Luftwaffe
  - Destruida defendiendo Vitebsk durante la ofensiva Vitebsk-Orsha en junio de 1944.
- 5.ª División de Campo de la Luftwaffe
- 6.ª División de Campo de la Luftwaffe
  - Destruida defendiendo Vitebsk durante la ofensiva Vitebsk-Orsha en junio de 1944.
- 7.ª División de Campo de la Luftwaffe
- 8.ª División de Campo de la Luftwaffe
- 9.ª División de Campo de la Luftwaffe
- 10.ª División de Campo de la Luftwaffe
- 11.ª División de Campo de la Luftwaffe
- 12.ª División de Campo de la Luftwaffe
- 13.ª División de Campo de la Luftwaffe
- 14.ª División de Campo de la Luftwaffe
- 15.ª División de Campo de la Luftwaffe
- 16.ª División de Campo de la Luftwaffe
  - Finalmente transferida al Heer como 16.ª División de Infantería de la Luftwaffe (más tarde 16.ª División Volksgrenadier)
- 17.ª División de Campo de la Luftwaffe
- 18.ª División de Campo de la Luftwaffe
- 19.ª División de Campo de la Luftwaffe (más tarde 19.ª División Sturm de la Luftwaffe)
  - Finalmente transferida al Heer como 19.ª División de Infantería de la Luftwaffe (más tarde 19.ª División Volksgrenadier)
- 20.ª División de Campo de la Luftwaffe (más tarde 20.ª División Sturm de la Luftwaffe)
- 21.ª División de Campo de la Luftwaffe (anteriormente la División Meindl, una agrupación ad hoc de unidades de la Luftwaffe)
- 22.ª División de Campo de la Luftwaffe - nunca se formó, sus subunidades fueron asignadas a otras divisiones.[3]

## Cuerpos de Campo de laLuftwaffe
- I Cuerpo de Campo de la Luftwaffe, planificado para el invierno de 1942-1943 sobre la base del XIII. Fliegerkorps, pero nunca fue formado.
- II Cuerpo de Campo de la Luftwaffe, octubre de 1942 - 1 de noviembre de 1943: 2.ª, 3.ª, 4.ª y 6.ª División de Campo de la Luftwaffe (Alfred Schlemm)
- III Cuerpo de Campo de la Luftwaffe, enero de 1943 - noviembre de 1943: 9.ª y 10.ª División de Campo de la Luftwaffe (Job Odebrecht)
- IV Cuerpo de Campo de la Luftwaffe, enero de 1943 - 19 de noviembre de 1944: 198.ª, 716.ª y 189.ª División de Infantería (Erich Petersen)[4]